# Megachile mlunguziensis
Megachile mlunguziensis là một loài Hymenoptera trong họ Megachilidae. Loài này được Schulten mô tả khoa học năm 1977.